# Andrés Fernández (enfermero)
Andrés Fernández (Palos de la Frontera, Huelva, mediados del siglo XVI - enero de 1625), enfermero y fraile mínimo español.

## Biografía
Perteneció a la Mínima Congregación de los Enfermeros Pobres. Los miembros de esta congregación eran conocidos como enfermeros obregones a causa de su fundador Bernardino de Obregón, que murió en 1599. Fue dos veces hermano mayor de la congregación (que desapareció definitivamente en el siglo XIX). Trabajó en hospitales de Portugal y en Villaviciosa, organizó y fijó las constituciones y la regla de su orden utilizando las notas del fundador y recopiló y redactó un corpus con los conocimientos requeridos por todo buen enfermero en dos manuales: uno de cuidados de enfermería (Instrucción de enfermeros, 1617: mucho más amplia es la segunda, de 1625, reimpresa dos veces más), y otro dirigido a ayudar al bien morir (en la línea de las artes moriendi desde la Baja Edad Media).